# Max Allon
Max Allon (wł. Mordechaj Pickholc, ur. 12 czerwca 1914 w Białymstoku, zm. 3 lutego 2003 w Herzlia Pituah, Izrael) – izraelski przedsiębiorca, malarz, dyplomata.

## Życiorys
Syn Elhananna Pikholca i Róży z Weinsteinów. Od 1931 studiował na Uniwersytecie Karola w Pradze, a następnie kontynuował naukę na Uniwersytecie Stefana Batorego w Wilnie. W 1935 ukończył studia i wyjechał do Mandatu Palestyny, gdzie był założycielem, a w latach 1940–1947 dyrektorem zarządzającym w firmie Asco w Rechowot. W 1949 stanął na czele przedsiębiorstwa Palestine Cotton Mills, które miało siedzibę w Tel Awiwie. W 1951 był współzałożycielem Productivity Institute, któremu przez piętnaście lat przewodniczył. W 1956 został prezesem spółki Lewin Epstein, Offset Printing and Public w Bat Jam. W 1958 zainicjował powstanie Israel Packaging Institute, kierował nim do 1963. Równocześnie studiował reklamę w Międzynarodowej Szkole Korespondencyjnej w Scranton w Pensylwanii, dyplom uzyskał w 1965. W tym samym roku został współtwórcą, udziałowcem i prezesem Exclusive Agency General Electric Company-Telefunken Germany-Electro-Vista Ltd. w Tel-Avivie. Od 1963 był zaangażowany w ruch rotariański, przez rok prezydent Sharon Rotary Club. W 1967 został honorowym konsulem Gwatemali w Izraelu. Od 1979 coraz więcej czasu poświęcał malarstwu, pobierał naukę u Moshe Rosenthalisa w Jaffie oraz w Cambridge w Massachusetts. W 1980 przeszedł w stan spoczynku, w 1986 ukończył studia malarskie, a w 1991 przestał pełnić funkcję ambasadora. Tworzył pejzaże i martwe natury, stosował technikę olejną. Prace Maxa Allona znajdują się w Muzeum Izraela w Jerozolimie.